# Lumiliximab
Il lumiliximab è un anticorpo monoclonale di tipo chimerico primate/uomo (Macaca irus e Homo sapiens) , che viene studiato per il trattamento della leucemia linfatica cronica.
Il farmaco agisce sull'antigene: CD23, è stato studiato dalla Biogen.

### Lumiliximab
- (EN) L. Harivardhan Reddy e Patrick Couvreur, Macromolecular Anticancer Therapeutics, Springer, 1º giugno 2009,  pp. 515–, ISBN 978-1-4419-0506-2.
- (EN) Zhiqiang An, Therapeutic Monoclonal Antibodies: From Bench to Clinic, John Wiley and Sons, 8 settembre 2009,  pp. 737–, ISBN 978-0-470-11791-0.
- (EN) Robert O. Dillman, Principles of Cancer Biotherapy, Springer, July 2009,  pp. 367–, ISBN 978-90-481-2277-6.
- (EN) accessdate Yehuda Shoenfeld, M. Eric Gershwin e Pier-Luigi Meroni, Autoantibodies, Elsevier, 2007,  pp. 90–, ISBN 978-0-444-52763-9.